# Куликов, Георгий Иванович
Гео́ргий Ива́нович Кулико́в (9 июня 1924 — 24 декабря 1995) — советский и российский актёр театра и кино, Заслуженный артист РСФСР (1967).

## Биография
Георгий Иванович Куликов родился в Москве 9 июня 1924 года.
В 1946 году окончил курс Константина Зубова в Театральном училище им. Щепкина и тогда же поступил в Малый театр.
Умер актёр 24 декабря 1995 года в Москве. Похоронен на Троекуровском кладбище.

## Фильмография
- 1952 — Волки и овцы
- 1955 — Весенние голоса — продавец в музыкальном магазине
- 1955 — Урок жизни — Костя
- 1956 — Карнавальная ночь — Серёжа Усиков, художник
- 1956 — Обыкновенный человек — Алексей Ладыгин
- 1957 — Девушка без адреса — Юрий Александрович, художник-модельер из Дома моды
- 1957 — Дело было в Пенькове — гость на свадьбе
- 1957 — Летят журавли — инженер с завода
- 1957 — Пигмалион — прохожий родом из Фокстона
- 1957 — Случай на шахте восемь — Иван Васильевич Гущин
- 1960 — Трижды воскресший — Аркадий Николаевич Шмелёв, детский врач, капитан буксирного парохода «Орлёнок»
- 1960 — Прыжок на заре — подполковник Лесун
- 1961 — Человек ниоткуда — помощник режиссёра в театре
- 1961 — Чистое небо — Митя
- 1962 — Кто виноват?
- 1962 — Серый волк — Фёдор Стекольников
- 1963 — Им покоряется небо — Виталий Ильич
- 1963 — Человек, который сомневается — Михаил Артемьевич Лекарев
- 1963 — Это случилось в милиции — врач в детдоме
- 1965 — Двадцать лет спустя — товарищ Семён, председатель Ревкома
- 1965 — На завтрашней улице — Фёдор Сергеевич Большаков
- 1966 — Дачники — Кирилл Акимович Дудаков
- 1966 — В город пришла беда — Георгий Иванович Никольский, врач
- 1966 — Королевская регата — Николай Львович Борисов
- 1967 — Случай в гостинице — профессор
- 1967—1970 — Штрихи к портрету В. И. Ленина
- 1968 — Беглец из «Янтарного» — конструктор
- 1968 — Гроза над Белой — представитель наркома
- 1968 — Шестое июля — В. Д. Бонч-Бруевич
- 1969 — Сердце Бонивура — Паркер
- 1969 — Солдаты в синих шинелях — Аркадий Аркадьевич Головкин, старший следователь
- 1969 — Тоска
- 1969 — Я его невеста — отец Вали
- 1970 — Поезд в завтрашний день — В. Д. Бонч-Бруевич
- 1970 — Угол падения — Илья Благовидов
- 1971 — Старики-разбойники — начальник технического отдела, подаривший удочку Воробьёву
- 1972 — Ижорский батальон — Геннадий Викентьевич, учитель
- 1972 — Укрощение огня — Шаров
- 1972 — Школьный спектакль — Андрей Данилович
- 1973 — Дела сердечные — Сергеев, больной с инфарктом
- 1973 — Как закалялась сталь — председатель железнодорожного лесного комитета (в 3-й серии)
- 1973 — Назначение
- 1973 — Так и будет (фильм-спектакль) — Дмитрий Иванович Савельев
- 1973 — Товарищ генерал — начальник Генштаба
- 1974 — Перед заходом солнца — доктор Штейниц
- 1974 — Юркины рассветы — Степан Николаевич Ищенко, парторг колхоза
- 1975 — Родимый край
- 1976 — Вы мне писали — Александр Иванович, отец Нины Журавлёвой
- 1976 — Два капитана — Иван Павлович Кораблёв, учитель географии
- 1976 — Солнце, снова солнце
- 1976 — Ярмарка тщеславия — генерал Тафто
- 1977 — Знак вечности — Буданцев
- 1977 — Четвёртая высота — врач в военном госпитале
- 1979 — Удивительные приключения Дениса Кораблёва — председатель жюри
- 1981 — Дочь командира — Лопаткин
- 1982 — Бой на перекрёстве — Бонч-Бруевич
- 1983 — Признать виновным — директор школы
- 1985 — Любимец публики
- 1985 — Несмотря на преклонный возраст — Лев Львович Колданов
- 1986 — Женитьба Бальзаминова — Неуеденов
- 1987 — Возвращение
- 1987 — Следствие ведут ЗнаТоКи. Бумеранг — Николай Митрофанович Никитин, академик
- 1990 — Аферисты — пенсионер
- 1995 — Арктур — гончий пёс

## Награды
- Медаль «За трудовое отличие» (26 октября 1949 года) — за выдающиеся заслуги в развитии русского театрального искусства и в связи с 125-летием со дня основания Государственного ордена Ленина Академического Малого театра[1].
- Заслуженный артист РСФСР (1967).